# Euclovia
Euclovia is een geslacht van halfvleugeligen uit de familie Aphrophoridae. De wetenschappelijke naam van dit geslacht is voor het eerst geldig gepubliceerd in 1903 door Matsumura.

## Soorten
Het geslacht Euclovia omvat de volgende soorten:
- Euclovia hananoi Matsumura, 1942
- Euclovia okadae Matsumura, 1903
- Euclovia tsingtauana Matsumura, 1942